# Floxytek
Floxytek właśc. Florian Daure – urodzony we Francji DJ i producent muzyczny.
Floxytek wychowywał się w południowej Francji i Normandii. Swoją karierę pod nazwą Floxytek zaczął w 1998 roku.

## Dyskografia

### Albumy
- Drop & Pound (Subversion Remix) – 2012
- Untitled-(Floxy01) Vinyl – 2011
- La Riposte-(Lrp05) Vinyl – 2009
- Tribecore Fighters-(Tcf01) Vinyl – 2008
- Humungus 14-(Hum14) Vinyl – 2008
- La Riposte 04 – 2008
- Floxycore 01-(Floxycore01) Vinyl – 2007
- Burning Dancefloor – 2007
- Untitled-(Floxycore02) Vinyl – 2007
- Untitled-(Nitrogene06) Vinyl 	– 2006